# ديفارد (العدين)

تعديل مصدري - تعديل

ديفارد محلة تابعة لقرية مروه العليا، التابعة لعزلة بلاد المليكي بمديرية العدين إحدى مديريات محافظة إب في الجمهورية اليمنية.، بلغ تعداد سكانها 63 حسب تعداد اليمن لعام 2004.